# Alsike kyrka

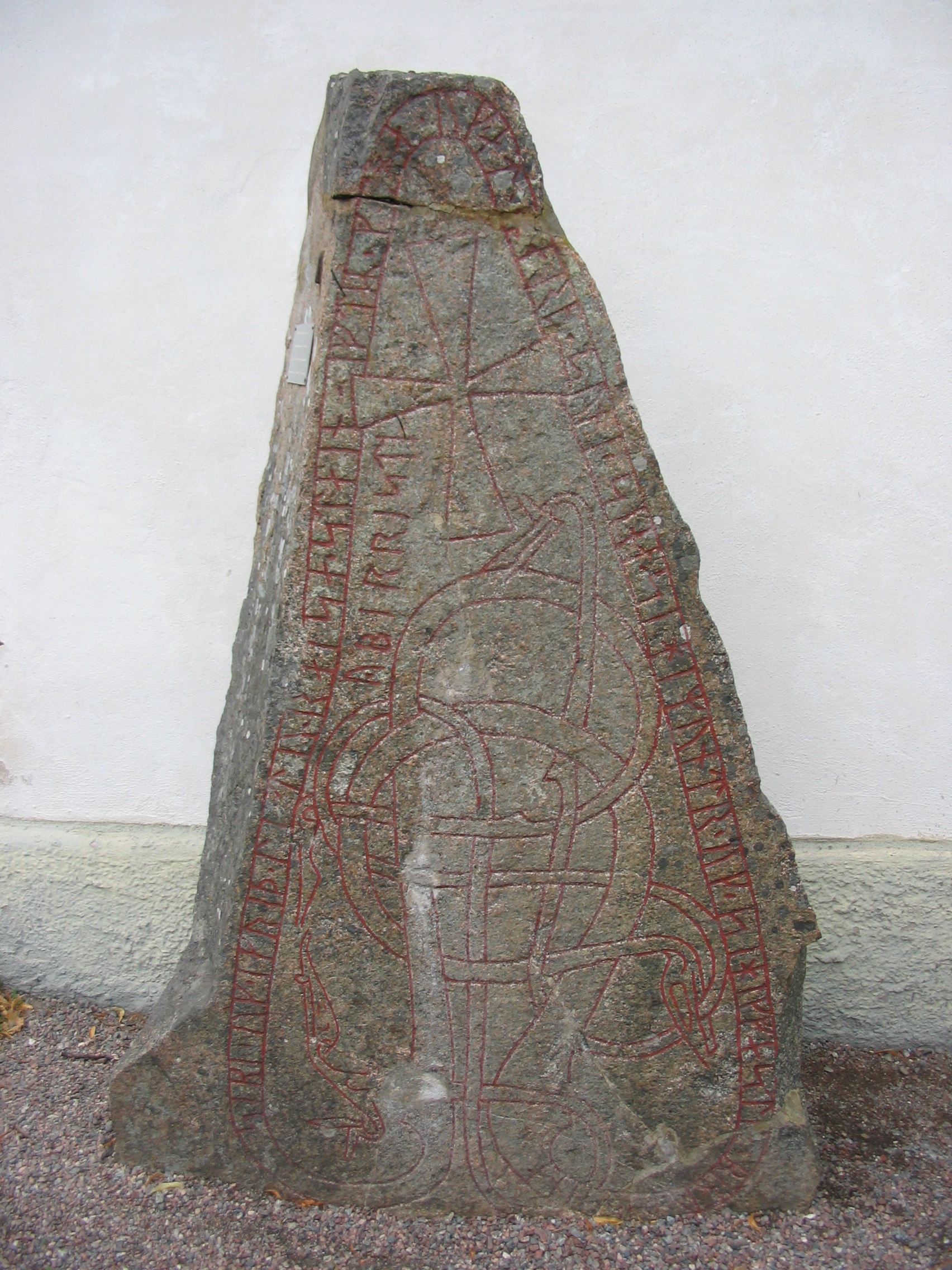
Den återfunna runstenen

Alsike kyrka är en kyrkobyggnad i Alsike socken i Uppsala stift, omkring 6 km väster om tätorten Alsike. Den är församlingskyrka i Alsike församling i Knivsta pastorat. Kyrkan ligger invid gamla E4:an, väg 255, mellan Stockholm och Uppsala i Knivsta kommun i Uppsala län, nära Ekoln. Invid kyrkan, i en gammal byskola, ligger Alsike kloster. 

## Kyrkobyggnaden
Med stor sannolikhet ersatte denna kyrka en äldre kyrkobyggnad av trä. Nuvarande Alsike kyrka är byggd i tegel och dess äldsta delar är sannolikt från slutet av 1200-talet. Tegel var ett dyrt byggmaterial, vilket gör att sockenkyrkor av tegel från denna tid är sällsynta. Den ursprungliga medeltida stenkyrkan var förmodligen typiskt utformad med ett rektangulärt långhus, kor i öster, sakristia i norr och vapenhus i söder. Interiören var ursprungligen oputsad, vilket gjorde att konsekrationskorsen målades på särskilda putsavsnitt. Sannolikt hade tegelkyrkan ett platt trätak, men senare ombyggnader har utplånat nästan alla spår. Sakristian kan antas vara äldre än själva kyrkan, eftersom denna är byggd i gråsten och alltså kan ha funnits på träkyrkans tid. 
Tornet i väster, som tillkom på 1400-talet, är byggt av gråsten upp till långhusmurarnas överkant och sedan försett med en överbyggnad av tegel. År 1799 byttes den övre delen ut och fick sin nuvarande utformning. Samtidigt flyttades klockorna in i tornet efter att tidigare ha suttit i en fristående klockstapel. 
Väggar och valv, vilka slogs på 1400-talet, putsades och försågs ursprungligen med kalkmålningar, men av dessa målningar finns det bara vissa fragment kvar. På grund av att kyrkan uppförts på lerjord och genom att tillräcklig pålning inte genomfördes redan under dess första konstruktionstid har den vid flera tillfällen fått genomgå omfattande reparationer på grund av sättningsskador. Bland annat ledde detta till att valven fick slås om 1631, 1667 och 1773. År 1759 avlägsnade man utvändiga strävpelare som byggts för att stötta norr- och sydmurar. Av de ursprungliga valven återstår nu endasr de lägre delarna inkluderande pilastrar, valvanfang, gördel- och sköldbågar. 
År 1828 visiterade biskop Carl Rosén von Rosenstein församlingen och påpekade att allvarliga sprickor syntes i murarna. År 1859-1860 utfördes renovering under ledning av arkitekten A.R. Pettersson och en ny renovering skedde 1910-1911, nu under ledning av arkitekten Sigurd Curman. Vid renoveringen 1860 byggdes orgelläktaren i väster, men den minskades 1910 och uppfyllde då endast tornrummet. År 1860 tillkom korsarmarna som ett led i att förhindra ytterligare sprickbildningar, det vill säga för att avlasta trycket från taket. Detta tycks inte ha hjälpt, eftersom man 1875 fick sätta upp invändiga stödjärn och 1910 förstärktes kyrkans grund. Detta varade inte särskilt länge: 1933 rapporterade man nya problem med sprickbildning till Riksantikvarieämbetet, men inte förrän 1947 kom grundförstärkningsarbetena igång då firman Hydraulisk påltryckning i Göteborg tryckte ner 57 betongpelare för att säkra kyrkan. Arbetena stod klara i februari 1948.
5 december 1947 avlägsnade man en stor sten under kyrkans sockel. Då den togs bort upptäcktes att det var en del av en runsten ristad av Öpir. Man lyckades finnas samtliga bitar till stenen och kunde rekonstruera den. Idag står den utanför kyrkporten och är registrerad som Upplands runinskrifter Fv1948;168. Dess text lyder Sibbe och Ingrid lät resa stenen efter Gagi(?) och efter Hard, söner sina; Sigmund and Sigfast efter bröder sina. Öpir ristade
År 2012 renoverades tornets lanternin; klockornas gångås och ruttet trävirke byttes ut och man målade om. Samma år renoverades fönstren.

## Interiör
Kyrkans interiör präglas främst av restaureringarna 1859-1860 och 1910-1911. Kyrkans inre består av tre ribblösa valv som vilar på de tresprångiga pilastrar som återstår av den medeltida valvkonstruktionen. Västvalvet byggdes 1767 och de båda främre valven slogs 1773. Korsarmarnas valv är enkla och ribblösa.
Det finns rester av medeltida målningar, bland annat på långhusets väggar samt på delar av de medeltida valvkonstruktionerna. Friherre Rudolf Cederström knackade fram dessa år 1897 och dokumenterade dem för eftervärlden. Bland motiven på väggarna märks avbildningar av apostlarna, till exempel Johannes och Jakob den äldre. Kyrkan har haft två serier av konsekrationskors, dels från kyrkans första invigning, dels från återinvigningen efter valvslagningen under 1400-talet. Nuvarande väggmålningar utfördes 1911 av målaren Filip Månsson. Under 1949 lagades skadade målningspartier av konstnären Stina Sörman och kyrkan kunde återinvigas 11 december 1949 i samband med att biskop Erling Eidem visiterade pastoratet.
Bänkinredningen byggdes 1859 och vidgades vid restaureringen 1910. Bänkarna var ursprungligen ådringsmålade, men de målades om till nuvarande färg- och motivsättning 1911. Samma år sattes återigen de pyramider upp längst fram i gången utåt korsarmarna. Dessa pyramider hade monterats ner 1860.
År 1999 rengjordes kyrkorummets tak och väggar. Samtidigt tog man bort bänkarna i korsarmarna och ett sidokapell inreddes i söder. I norr finns en lekhörna för barn.

## Inventarier
- Altaret murades under restaureringen 1910-1911 varvid den gamla altarskivan från medeltiden återfick sin rätta plats efter att ha använts som gravhäll.
- Korfönstret utfördes 1910 i glasmosaik efter ett mönster av Gunnar Hallström. Fönstret nederkant pryds av släkterna Cederström och Skjöldebrands vapen.
- Predikstolen tillkom vid renoveringen 1860, men den har detaljer (kerubhuvuden) från en äldre predikstol.
- Dopfunten i sandsten skänktes till kyrkan 1953. Den ursprungliga, medeltida dopfunten i sandsten förstördes vid renoveringen 1860.
- Kyrkans tidigare altarskåp,även det från medeltiden, förstördes vid renoveringen 1860, men 15 skulpterade helgonbilder finns bevarade vid Statens historiska museum. År 2003 fördes två av dessa helgonbilder, föreställande Jungfru Maria och Sankt Sigfrid, tillbaka till kyrkan och finns nu i norra korsarmen.
- Textilier från 1600-talet har deponerats i Historiska museet i Stockholm. I kyrkan finns två antependier från 1650 respektive 1703. Det äldre antependiet skänktes till kyrkan av Karin Oxenstierna på Krusenberg år 1650. Det yngre är en gåva från Johan Thegner från Rickebasta. Det finns två äldre mässhakar från 1700-talet respektive 1833.
- Kyrkan har fem ljuskronor i mässing, fyra av dem tillverkade under 1600-talet. I norra korsarmen hänger en nyare ljuskrona som imiterar de gamla. Denna nya krona skänktes av Emanuel Cederström på Krusenbergs herrgård 1911.
- Vid sidan om korfönstret hänger två ljusplåtar i mässing, båda tillverkade under 1600-talet. Korbågens väggar har två liknande plåtar i försilvrad koppar.
- Altarets krucifix är sannolikt ett norditalienskt arbete från 1600-talet och är skulpterat i svartbetsat trä med inlägg av bland annat ebenholts. Kristusbilden är i silver. Korset inköptes i Venedig och skänktes till kyrkan 1911 till minne av C.G.R. Cederströms 70-årsdag.
- Ljusträdet vid vapenhuset är utfört av konstnären Eric Ståhl som ligger begravd på Alsike kyrkogård.
- Kyrksilvret stals 29 september 1852 och återfanns aldrig. Det enda som fanns kvar var sockenbudstyget som förvarades i prästgården. De stulna silverföremålen bestod av en kalk och patén från 1685, skänkta av friherrinnan Brita Kruus på Krusenberg. Oblatasken hade sannolikt skänkts av grevinnan Karin Oxenstierna år 1655. Vinkannan var tillverkad av guldsmeden Erik Ernander i Uppsala och en oblatsked av Olof Yttraeus.
- En ny kalk och patén anskaffades 1854 och tillverkades av Louis Constant Féron. Oblatasken tillverkades i nysilver och 1904 anskaffades en ny vinkanna i förgyllt silver som ersatte en svartglaserad, gulddekorerad keramikkanna. En ny kalk köptes från Atelier Borgila år 1957.
- Sockenbudstyget är från 1770 och är tillverkat av guldsmeden Carl Lemon.
- En brudkrona från 1938.

## Orgeln
- 1860 byggde Anders Gustaf Nygren, Stockholm en orgel som placerades på en nyuppförd läktare.
- Den nuvarande orgeln byggdes 1911 av Åkerman & Lunds Orgelfabriks AB, Sundbybergs köping. Orgeln är mekanisk med rooseveltlåda och har ett tonomfång på 54/27. Fasaden är från 1860 års orgel. Orgeln har två fasta kombinationer.

| Manual        | Pedal               | Koppel  |
| Borduna 16'   | Subbas 16' (tr man) | Man 4'  |
| Principal 8'  |                     | Man/Ped |
| Salicional 8' |                     |         |
| Rörflöjt 8'   |                     |         |
| Oktava 4'     |                     |         |
| Oktava 2'     |                     |         |

## Series Pastorum
I Alsike kyrka har, parallellt med tjänstgöring i Knivsta, följande präster tjänstgjort:
| - Olaus Olai (1593) - Magnus (1601) - Petrus Nicolai Brodinus (1605) - Abrahamu Magni Agrivillius (1638-1658) - Birgerus Olai Agrivillius-Wengensis (1659-1662) - Laurentius Israelis (1662-1663) - Henric Helelius (1663-1672) - Bengt Helling (1672-1699) - Bengt Trunström (1699-1710) - Eric Norrelius (1712-1722) - Eric Brunberg (1722-1735) - Johan Berg (1735-1765) - Jacob Lenholm (1765-1792) - Gabriel Liljesvärd (1794-1840) - Johan Erik Dahlman (1841-1845) - Eric Kesslin (1846-1856) - Per Johan Gällstedt (1856-1859) - Johan Samuel Anjou (1860-1875) - Magnus Theodor Lorell (1875-1895) - Carl Emil Tillman (1896-1899) - Petrus Eckhoff (1899-1909) - Per Gustav Berg (1909-1918) | - Thomas (1303-1307) - Johannes Philippi (1307-1330) - Mickael (1330-1360) - Nicolaus (Niclis) (1360-1400) - Olai Magnus (1400-1450) - Nicolai Hemmingus (1500-1540) - Olaus Clementis (1548-1580) - Herr Nils (1581-1587) - Henric Caroli Hinck (1588-1614) - Henrich Matthi Alsichiensis (1614-1632) - Petrus Magni Agrivillius (1634-1641) - Eric Ivari Hyaelius (1641-1652) - Johan Widman (1654-1680) - Johan Amnelius (1681-1708) - Joacim Amnelius (1708-1744) - Johan Ström (1746-1766) - Lars Wallenius (1767-1783) - Johan Valentin Merckel (1784-1798) - Adolf Elfsberg (1799-1824) - Lars Ulric Utterström (1824-1826) - Olof Nordhammar (1826-1852) - Ludvig Josef Lundholm (1853-1867) | - Karl Johan Forslund (1867-1873) - Artur Ejvin Anshelm Afzelius (1874-1880) - Klas Alfred Örn (1881-1907) - Karl Fredrik Andersson (1908-1930) - Einar Wilhelm Gisslandi (1930-1954) - Gunnar Anderman (1955-1958) - Sven Hamberg (1958-1960) - Östen Svedberg (1960-1961) - Gunnar Zamore (1962-1972) - Sture Hallbjörner (1972-1982) - Sven Törnqvist (1982-1991) - Thor Wikberg (1991-2001) - Anders Johansson (2004-ff) |

### Alsike kyrkogård
Två tidigare präster som tjänstgjort i församlingen är begravda på Alsike kyrkogård: Adolf Elfsberg under korgolvet, Sven Törnqvist omedelbart sydväst om vapenhuset.

## Galleri

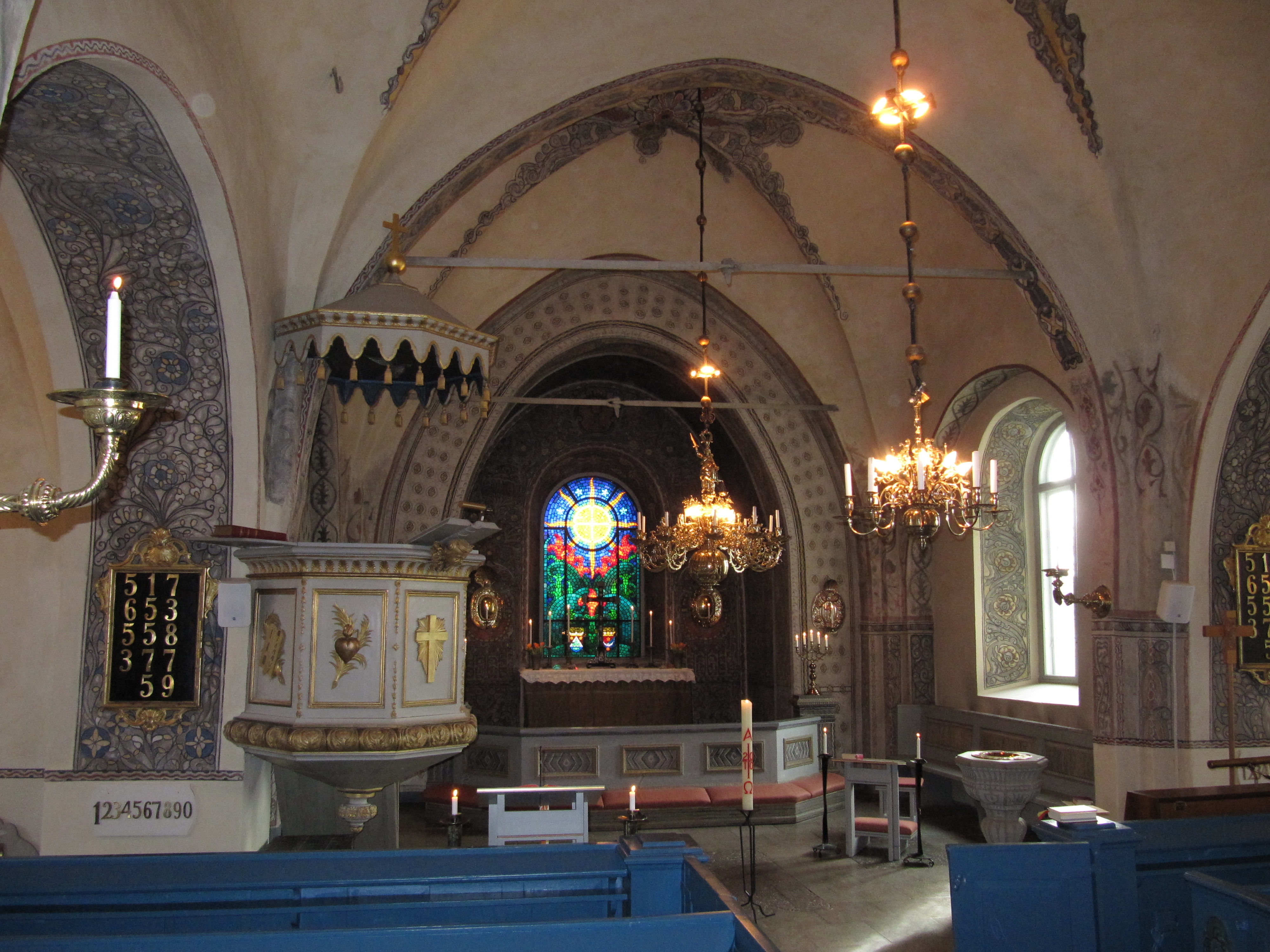
Interiör
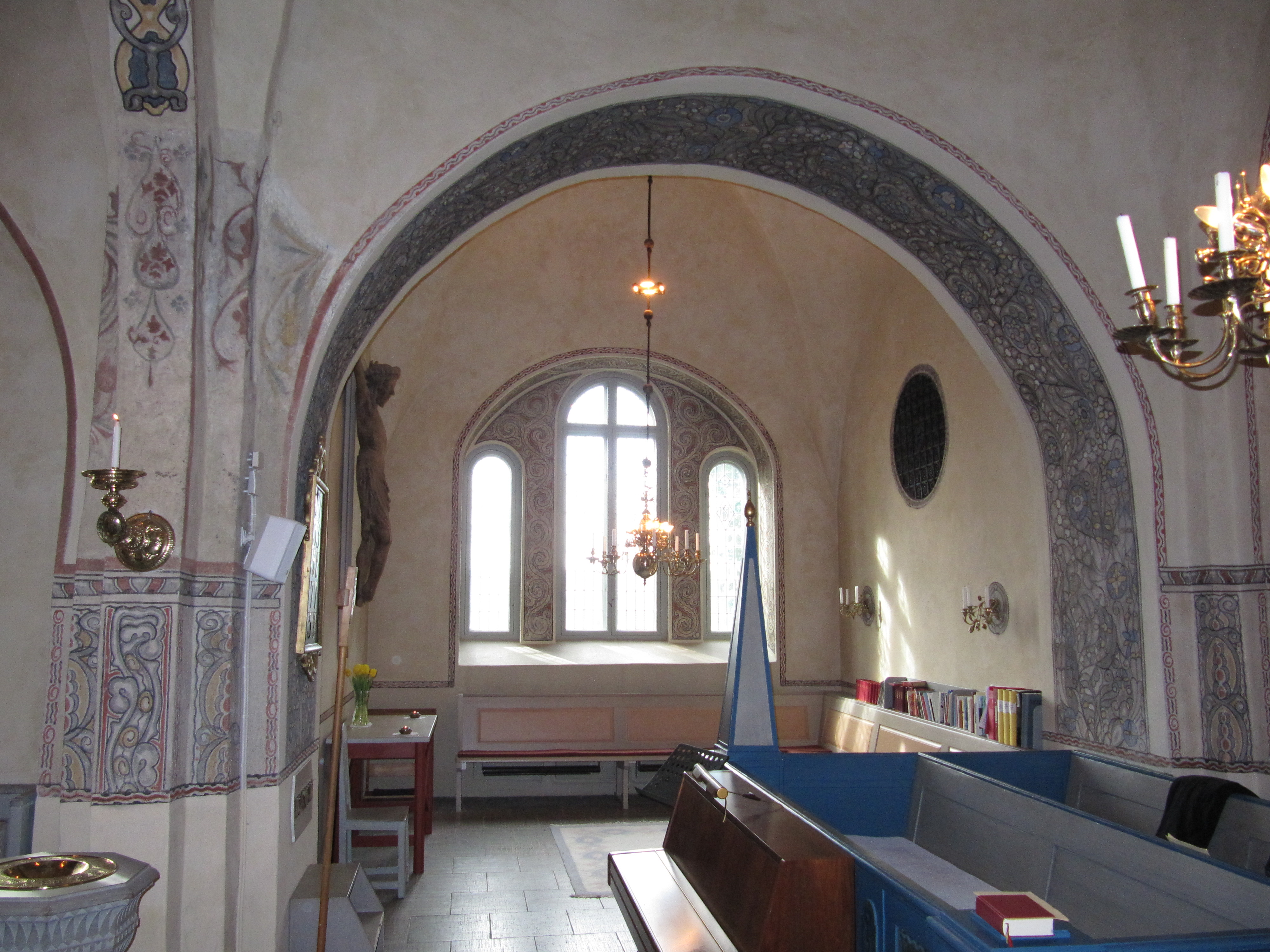
Södra korsarmen
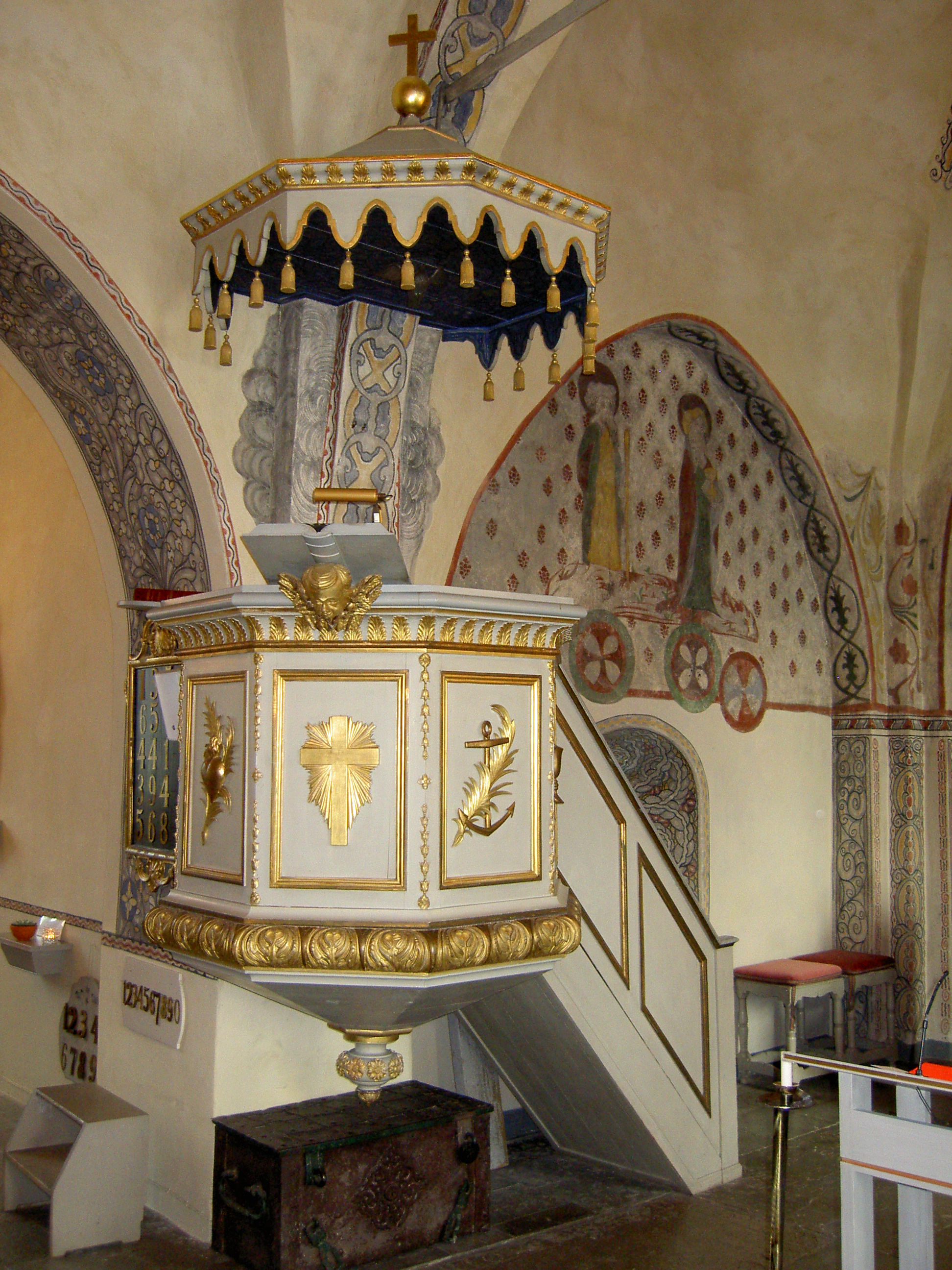
Predikstolen
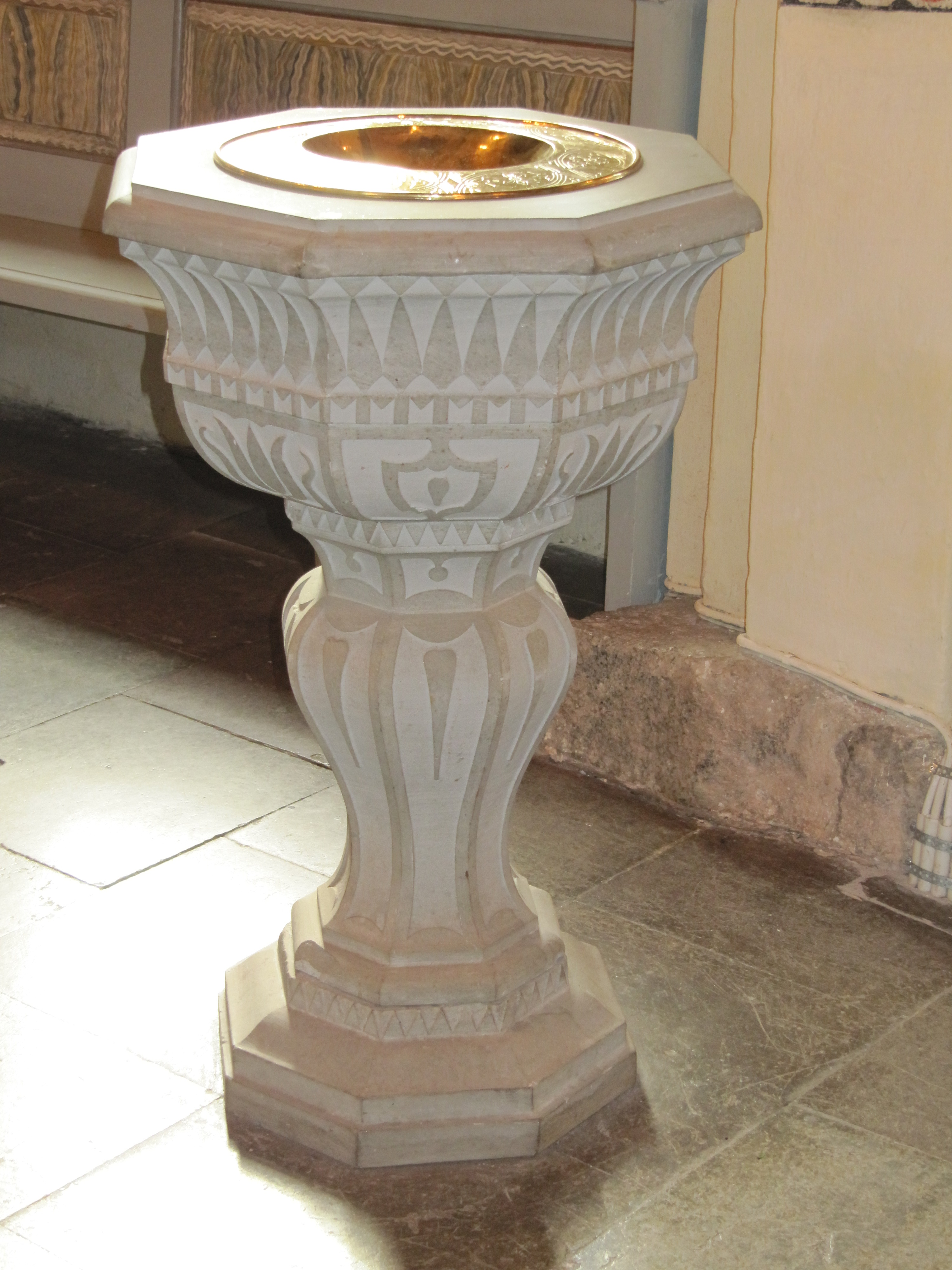
Dopfunten
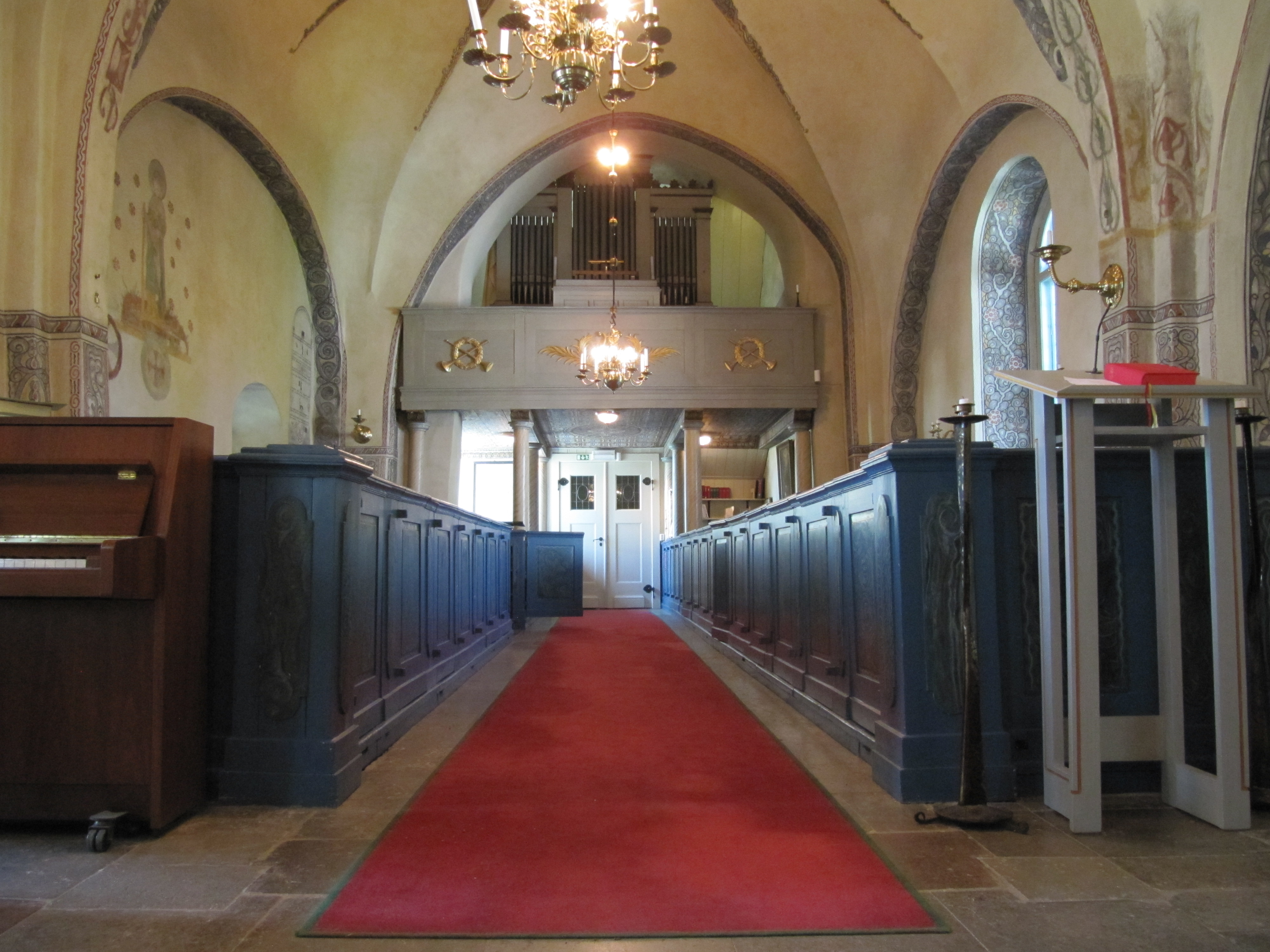
Interiör mot väster